# Petri Aaltonen
Pour les articles homonymes, voir Aaltonen.
Petri Aaltonen (né le 31 mai 1970 à Tampere en Finlande) est un joueur professionnel international finlandais de hockey sur glace qui évoluait au poste d'ailier droit.

## Biographie
Petri Aaltonen représente l'équipe de Finlande en sélections jeunes en disputant le championnat d'Europe junior 1988. Inscrivant six buts et six passes décisives, il est le sixième pointeur de l'épreuve, son compatriote, Teemu Selänne étant premier avec seize points et avec neuf aides. Aaltonen est nommé meilleur attaquant du tournoi alors que la Finlande termine deuxième derrière la Tchécoslovaquie. Lors du repêchage d'entrée de 1988 dans la Ligue nationale de hockey, il est choisi en tant que 45e joueur par les Nordiques de Québec.
Il ne rejoint que très tard l'Amérique du Nord, faisant ses débuts dans le championnat senior, la I Divisioona (deuxième niveau finlandais), alors qu'il n'est âgé que de 18 ans. En dix parties avec Karhu-Kissat Helsinki, il inscrit deux buts et réalise deux passes décisives. Au cours des saisons suivantes, il joue pour le HIFK dans la SM-liiga puis joue pour différentes équipes de Finlande que ce soit en élite, première ou deuxième division.
En 1997-1998, il joue pour les Ice Pilots de Pensacola de l'ECHL mais également pour les Jackalopes d'Odessa et les Wizards de Waco dans la Western Professional Hockey League. Ne parvenant pas à se faire une place en Amérique du Nord, il retourne dès la saison suivante en Finlande.

## Statistiques
| Saison    | Équipe                  | Ligue        |    | Saison régulière | Saison régulière | Saison régulière | Saison régulière | Saison régulière |   | Séries éliminatoires | Séries éliminatoires | Séries éliminatoires | Séries éliminatoires | Séries éliminatoires |
| Saison    | Équipe                  | Ligue        | PJ | B                | A                | Pts              | Pun              | PJ               | B | A                    | Pts                  | Pun                  |                      |                      |
| 1988-1989 | HIFK                    | SM-liiga     | 2  | 0                | 0                | 0                | 0                | -                | - | -                    | -                    | -                    |                      |                      |
| 1988-1989 | Karhu-Kissat            | I divisioona | 10 | 2                | 2                | 4                | 4                | -                | - | -                    | -                    | -                    |                      |                      |
| 1989-1990 | HIFK                    | SM-liiga     | 3  | 0                | 0                | 0                | 0                | -                | - | -                    | -                    | -                    |                      |                      |
| 1989-1990 | Reipas Lahti            | I divisioona | 24 | 12               | 4                | 16               | 18               | -                | - | -                    | -                    | -                    |                      |                      |
| 1990-1991 | HIFK                    | SM-liiga     | 43 | 6                | 9                | 15               | 12               | 3                | 1 | 1                    | 2                    | 0                    |                      |                      |
| 1991-1992 | Tappara Tampere         | SM-liiga     | 36 | 3                | 4                | 7                | 18               | -                | - | -                    | -                    | -                    |                      |                      |
| 1992-1993 | Vantaa HT               | I divisioona | 33 | 15               | 11               | 26               | 50               | -                | - | -                    | -                    | -                    |                      |                      |
| 1993-1994 | Tappara Tampere         | SM-liiga     | 25 | 2                | 4                | 6                | 12               | -                | - | -                    | -                    | -                    |                      |                      |
| 1993-1994 | Karhu-Kissat            | I divisioona | 18 | 5                | 9                | 14               | 64               | -                | - | -                    | -                    | -                    |                      |                      |
| 1994-1995 | Haukat Järvenpää        | I divisioona | 39 | 19               | 24               | 43               | 115              | 3                | 0 | 1                    | 1                    | 4                    |                      |                      |
| 1995-1996 | Haukat Järvenpää        | I divisioona | 37 | 5                | 17               | 22               | 49               | 3                | 0 | 0                    | 0                    | 2                    |                      |                      |
| 1996-1997 | PiTa                    | I divisioona | 27 | 4                | 16               | 20               | 53               | -                | - | -                    | -                    | -                    |                      |                      |
| 1997-1998 | Wizards de Waco         | WPHL         | 15 | 4                | 8                | 12               | 2                | -                | - | -                    | -                    | -                    |                      |                      |
| 1997-1998 | Ice Pilots de Pensacola | ECHL         | 3  | 0                | 0                | 0                | 0                | -                | - | -                    | -                    | -                    |                      |                      |
| 1997-1998 | Jackalopes d'Odessa     | WPHL         | 10 | 1                | 5                | 6                | 2                | -                | - | -                    | -                    | -                    |                      |                      |
| 1998-1999 | Kiekko-Vantaa           | Suomi-Sarja  | 12 | 3                | 5                | 8                | 14               | -                | - | -                    | -                    | -                    |                      |                      |